# Waalse Beweging
De Waalse Beweging (WB) wijst het geheel van de Belgische politieke bewegingen aan die het bestaan van een Waalse identiteit en van Wallonië eisen en/of die als rattachisten de Franse taal en cultuur verdedigen ofwel in verband met «het contract van 1830» ofwel in de bescherming van de taalkundige rechten van de Franstaligen van België. Sommige delen van de Waalse beweging ijveren daarentegen als contra-rattachisten voor een officiële erkenning en het in standhouden van het Waals als taal.

## De Waalse Beweging en de nationale verbeelding in Wallonië

### Opkomende Waalse weerstand
Vanaf 1856, toen La Société liégeoise de Littérature wallonne werd opgericht, groeide er in het zuiden van het land een literair-folkloristische beweging ten gunste van de Waalse dialecten. Onder invloed van de eerste taalwetten, groeide die vanaf de jaren 1880 uit tot een "Mouvement de Défense Wallonne et Francophone", die ijverde voor het behoud van het Frans als enige officiële taal in België. De WB verzette zich tegen individuele tweetaligheid, taaldwang en de introductie van het Nederlands in Wallonië.
Voor de eerste Waalse militanten stond de erkenning van het Nederlands gelijk met verlies van banen, geldverspilling, culturele verkleutering en een aanslag op de nationale eenheid. Door haar campagne tegen de Gelijkheidswet van 1898, die aan het Nederlands het statuut van rechtstaal verleende, werd de Waalse Beweging (WB) bekend bij een breder publiek. In de Vlaamse Beweging zagen de wallinganten een klerikale machinatie om het achterlijke Vlaanderen de verlichtingsidealen te onthouden en aan de godsdienst te binden.
In de aanvangsjaren was er in de WB van separatisme, federalisme of regionale autonomie geen sprake. Het was ‘België boven’. Daar kwam vanaf 1905, maar vooral na 1910 verandering in. De beweging sloot een aanzienlijke groep socialisten (vooral uit de provincies Luik en Henegouwen) aan haar boezem (bijvoorbeeld Jules Destrée met zijn bekende "Lettre au roi" in 1912) en verruimde haar unitaire anti-flamingantische ideeëngoed met Waalse grieven strictu senso. Het ongenoegen over de Waalse verbanning uit het centrum van de macht - tussen 1884 en 1902 zat er maximaal één Waal in de regering - en over de wet tot vernederlandsing van het vrij middelbaar onderwijs (12 mei 1910), maar vooral over het wetsvoorstel tot vernederlandsing van de Gentse universiteit (31 maart 1911) hadden haar geradicaliseerd.
De eis tot het behoud van het Frans in Vlaanderen ging nu hand in hand met misnoegdheid over de landsverdediging - bij een Duitse aanval zou het leger zich terugtrekken in Antwerpen en de Ardennen aan hun lot overlaten - en over het van de Waalse industriële rijkdom profiterende Vlaanderen. De onvrede over de Vlaamse politieke hegemonie vergroeide met een angst om door de Vlamingen met hun numerieke overtal in de hoek gedrongen te worden. Deze ‘minoriseringsangst’ werd aangewakkerd door de toepassing van het algemeen meervoudig mannelijk stemrecht vanaf 1893 (waardoor de Vlamingen een electoraal overwicht kregen), een daling van het Waalse aandeel in de Belgische bevolking en de tweede industriële revolutie die pas toen in Vlaanderen begon.

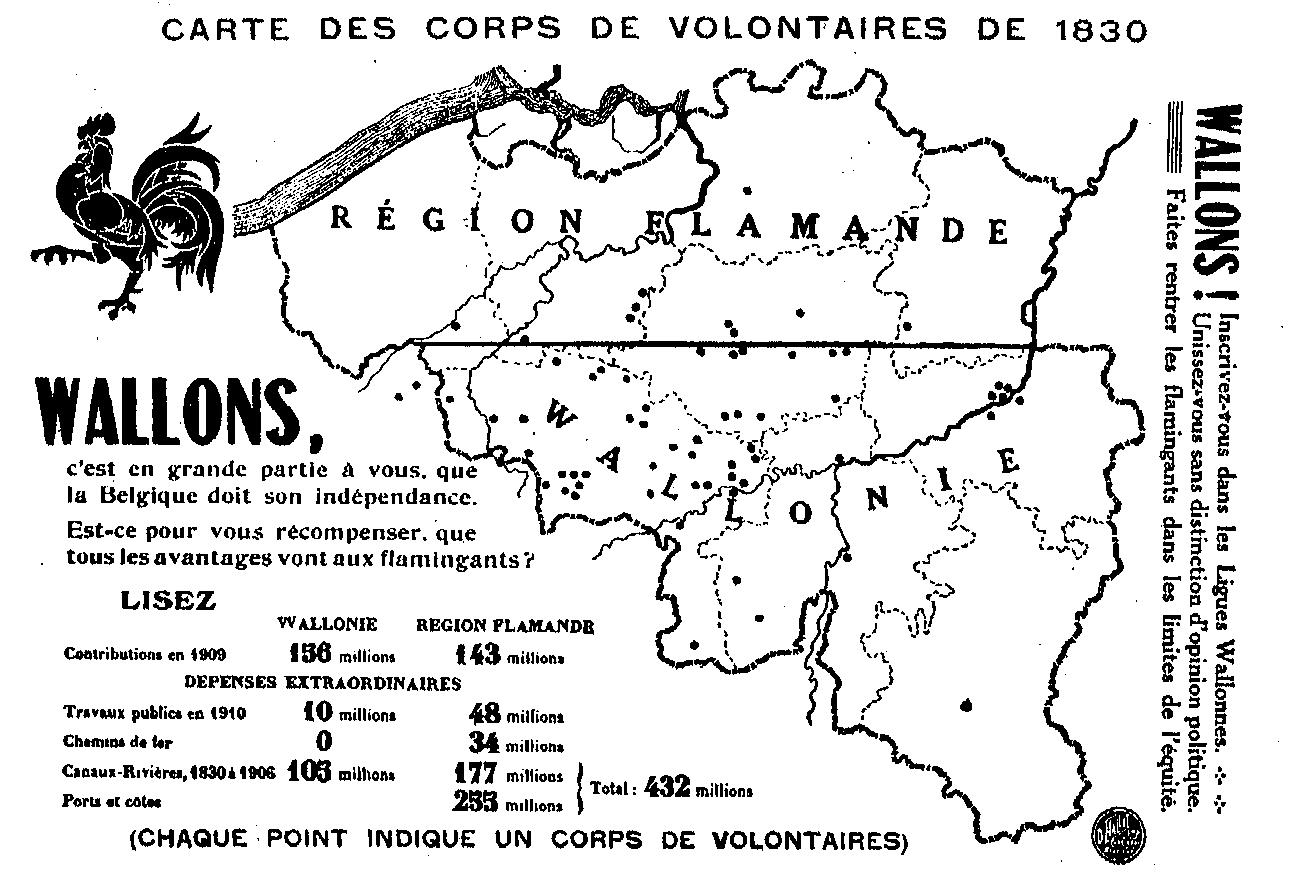
Deze poster uit 1912 beweert dat Waalse vrijwilligers een veel grotere bijdrage hebben geleverd aan het Belgische rebellenleger van 1830, terwijl de Belgische overheid 80 jaar later veel meer geld zou investeren in Vlaanderen dan Wallonië.

In 1912 werd op het Congrès National wallon, georganiseerd door Delaites Ligue wallonne de Liège, een comité opgericht dat het vraagstuk van de bestuurlijke scheiding moest bestuderen. Dat richtte op zijn beurt een officieus Waals ‘parlement’ op, l’Assemblée wallonne, een permanent propagandabureau voor de Waalse zaak. De scheidingsgedachte brak door omdat de Waalse socialisten en liberalen bij de parlementsverkiezingen van 1912 een pijnlijke nederlaag hadden geleden. Hun poging om na 28 jaar homogeen katholieke regeringen de klerikale meerderheid in de Kamer, die steunde op het Vlaamse electoraat, te breken, was mislukt. Toch mag de impact van het separatisme of het federalisme niet overdreven worden. Binnen de Assemblée bestonden verschillende strekkingen.
"Li Tchant des Walons" (Le chant des Wallons, het Lied der Walen), geschreven in 1900 en op muziek gezet in 1901, werd al snel een populair volkslied. In het jaar 1913 werd het volkslied gevolgd door de Rode Haan, de Waalse vlag ontworpen door Pierre Paulus. (Uiteindelijk werden op 23 juli 1998 het lied en de vlag door het Waals Parlement erkend als officiële symbolen van Wallonië.)
In 1912 vormden de Walen een 'Waals Parlement' dat de administratieve, en later de volledige scheiding van België aan de regering voorstelt. Jules Destrée speelde hier een belangrijke rol in met zijn Brief aan de koning over de scheiding van Wallonië en Vlaanderen.
De "Blijde Intrede" van Koning Albert I naar Luik op 13 juli 1913 werd het hoogtepunt van de Waalse Beweging van vóór de oorlog. Een week eerder op het Waals Congres benadrukte Julien Delaite (1868–1928), oprichter van de Ligue wallonne de Liège, dat de manifestaties die men tijdens de intocht wilde houden om te ijveren voor de administratieve scheiding van Vlaanderen en Wallonië vreedzaam, koningsgezind en pro-Belgisch dienden te blijven. Delaite opperde: 'Laten we op deze dag een strijdkreet horen zoals: "Leve de scheiding!" Laten we allemaal roepen: "Leve de koning! Leve de koningin! Leve Wallonië!"' Daarbij diende men ook te zwaaien met de nieuwe Waalse vlag met de rode haan, hetgeen wat Delaite betreft niet betekende dat men naar Waalse onafhankelijkheid streefde: 'Dat is om te bevestigen dat we Belgen willen blijven, maar dat we vooral Walen zijn.' Op 13 juli 1913 werd koning Albert door demonstrerende autonomisten ontvangen; toen de menigte het politiekordon doorbrak die de koning beschermde tussen het provinciaal paleis en het stadhuis, profiteerden zeer geërgerde wallinganten van de verwarring om aan de koninklijke familie van hun onafhankelijkheidsstreven blijk te geven. Zwaaiend met de Waalse vlag, de rode haan, stortten zij zich naar het rijtuig en balanceerden onder de neus van de koning de nieuwe kleuren. De lokale socialistische en republikeinse krant Le Peuple voegde eraan toe dat 'terwijl bloemen van de verdiepingen naar beneden vallen, groeide de overheersende schreeuw: "Leve Wallonië!"'. Andere kranten zoals La Gazette de Liège zouden deze protesten bagatelliseren. Nadat de orde hersteld was leek de toekomst van het land er lange tijd slecht voor te staan, maar ruim een jaar na dit incident raakte België betrokken bij de Eerste Wereldoorlog, en werd Luik op 4 augustus 1914 aangevallen door het Duitse Keizerrijk.

### De Waalse Beweging tijdens het interbellum
Door de ervaringen van de Eerste Wereldoorlog mat de Assemblée Wallonne, de vaandeldrager van de Waalse beweging tot het midden van de jaren 20, zich opnieuw een strikt Belgisch-nationalistische houding aan. Federalisme associeerde zij met de Duitse Flamenpolitik en wees zij dus af. Dat leidde tot hevige spanningen met radicalere wallinganten zoals Jules Destrée, die de Assemblée in 1923 met slaande deuren verliet. De nieuwe ster aan het Waalse firmament werd de Ligue d’action Wallonne (de Liège) (°1923), die voluit de federalistische kaart trok onder invloed van de luider klinkende flamingantische eisen. Vanaf 1930 organiseerde de Ligue de congressen van de Concentration Wallonne met als doel alle Waalse verenigingen te groeperen die naar meer gewestelijke autonomie streefden. De eentaligheid van Wallonië en de taalvrijheid in Brussel stonden er hoog op de agenda. Andere programmapunten waren: de verdediging van het Belgische grondgebied, toenadering tot Frankrijk, de vertegenwoordiging van Walen in de regering, de Waalse economische belangen, het probleem van de nataliteit, de taalrechten van de Walen in de openbare overheden, en het statuut van de taalgrens en Brussel.
Tot 1930 ongeveer verdedigde de WB de eentaligheid van Wallonië en de tweetaligheid van Vlaanderen. De radicalisering en groeiende slagkracht van de VB (getuige daarvan de Bormsverkiezing en de verkiezingsoverwinning van de Vlaams-nationalistische Frontpartij in 1929) zorgde echter voor een ommekeer. De wallingantische politici, die huiverden bij de gedachte aan Vlaamse taaleilandjes in Wallonië, offerden de ‘franskiljons’ in Vlaanderen op. Hun ‘minoriseringsangst’, aangewakkerd door de economische inhaalbeweging en de demografische voorsprong van Vlaanderen, versnelde dit proces enkel. De taalwetten van 1932 voerden het principe van de eentaligheid van Vlaanderen en Wallonië in, maar zorgden voor spanningen tussen de Waalse en Brusselse vleugel van de WB.

### De Waalse Beweging en het verzet tijdens de Tweede Wereldoorlog
Op 20 en 21 oktober 1945 werd in Luik het Waals Nationaal Congres gehouden, waaraan 1500 congressisten meededen, voorgezeten door Joseph Merlot. Zij wierp zich op als vertegenwoordiging van het Waalse volk. In de eerste stemming kozen er van de 1048 van hen:
17 voor een unitair België;
391 voor een autonoom Wallonië in Belgisch staatsverband;
154 voor een onafhankelijk Wallonië en
486 voor aansluiting bij Frankrijk.
In 1947 kwam de meerderheid van de Waalse leden in de Kamer van Volksvertegenwoordigers met een voorstel naar aanleiding van het Congres van 1945, dat het instellen van een vorm van federalisme inhield. Het voorstel werd verworpen door de Vlaamse en Brusselse afgevaardigden en de Waalse afgevaardigden van de PSC; de 51 die het wél steunden waren 40 Walen (de Kamer telde 76 Waalse afgevaardigden), 8 Brusselse Franstaligen (van 30) en 3 Vlamingen (van de 96).

### De Koningskwestie
Tijdens de Koningskwestie (1950) waren de Walen in meerderheid tegen terugkeer van Leopold III. De Vlamingen waren echter in meerderheid vóór. Het totaal kwam hiermee op 57%, maar toch besloot de koning af te treden ten voordele van zijn zoon Boudewijn; dit heeft naderhand tot spanningen geleid tussen de twee taalgemeenschappen.

### Mouvement populaire Wallon
Een korte economische heropleving en de schoolstrijd deden het wallingantische elan echter stranden in de jaren 50. Pas met de staking tegen de Eenheidswet in de winter van 1960-61, onder leiding van de legendarische vakbondsleider André Renard, kwam de WB weer aan het venster kijken. Voor het eerst in haar bestaan kon ze arbeiders bij haar acties betrekken, wat bekroond werd met de oprichting van de Mouvement populaire wallon.
De economische evolutie was hier niet vreemd aan. In de jaren 1960 vond een ommekeer plaats in de Belgische staat: het economische overwicht verplaatste zich van het zuiden naar het noorden van het land. Terwijl de traditionele nijverheden in Wallonië in verval raakten, vestigden nieuwe industrieën zich in Vlaanderen. De WB wilde de Belgische staat federaliseren om zo de hefbomen voor een eigen, op de Waalse situatie afgestemd economisch beleid in handen te krijgen.
Tussen 1961 en 1963 verankerden een hele reeks taalwetten de tweetaligheid van Brussel en de eentaligheid van Vlaanderen en Wallonië. Vooral de precieze bepaling van het traject van de taalgrens tussen Vlaanderen en Wallonië verhitte de gemoederen in 1962. De Voerense gemeenten werden van de provincie Luik overgeheveld naar Limburg en Komen/Moeskroen van West-Vlaanderen naar Henegouwen (met faciliteiten voor anderstaligen). Vooral in Voeren heeft dit tot (soms gewelddadige) confrontaties geleid tussen beide taalgroepen.
De kwestie ‘Leuven Vlaams/Walen buiten’, die tussen 1965 en 1968 voor de nodige commotie zorgde, traumatiseerde de meerderheid van de Franstaligen in België en fungeerde als versnellingsmoment in de WB. Voor het eerst werd een politieke partij opgericht met als centrale programmapunt de verdediging van de Waalse belangen. Deze Parti wallon zou uiteindelijk het Rassemblement Wallon worden, dat in 1974 zelfs opgenomen werd in de federale regering. Twee jaar later echter spatte het RW uiteen. Een deel van de achterban richtte in 1977 de Parti des Réformes et de la Liberté en Wallonie (de latere liberale PRL en de huidige Mouvement réformateur) op, een ander deel kwam terecht in de Parti Socialiste en droeg ertoe bij dat de PS vanaf 1978 geleidelijk het federalistische en Waalse spoor koos. De toetreding in 1984 van José Happart, de voorvechter van ‘Fourons wallons’, tot de PS, droeg ook bij tot een verscherping van haar wallingantische profiel. Ondertussen waren in 1970 en 1980 essentiële stappen genomen in de grondwettelijke hervorming van de unitaire staat en de schepping van een Waals gewest.

### De Nationale Verbeelding
Hoewel de Waalse beweging niet nationalistisch wil zijn, maar een civiel en voluntaristisch – de vrije keuze als ‘citoyen’ voor de democratie - zet men zich af tegen Vlaanderen, tegen het voogdijschap van de Vlaams-Belgische staat, en tegen het nationalisme van Vlaanderen. Het antinationalisme behoort tot de kern van het wallingantische zelfbeeld. Men schuwt zelfs de term “Waalse natie” en men spreekt liever van “une identité postnationale” (Kesteloot C., “être ou vouloir être”). Toch hanteert men daaronder een etnisch discours dat nauwelijks verschilt van de flamingante retoriek.

#### Het vrijheidslievende Wallonië
De verfransing werd gezien als de uitdrukking van de vrije wil om Frans te praten, onderzoek naar de manier waarop druk werd uitgeoefend bij de verfransing in Vlaanderen en vooral in Brussel wordt genegeerd, de verfransing wordt vereenzelvigd met taalvrijheid, terwijl de vernederlandsing voorgesteld wordt als “taaldwang”.

#### Het strijdende Wallonië
Het beeld van het strijdende Wallonië tegenover het collaborerende Vlaanderen is verankerd in het collectieve geheugen van de WB. Het verzetsverleden van de WB is inderdaad indrukwekkend, zo stonden wallinganten (mee) aan de wieg van organisaties als "Wallonie libre clandestine", "Sambre-et-Meuse", "Groupe W" en het "Front wallon pour la libération du pays". De WB heeft echter de neiging om alle verzetsgroepen die actief waren op het Waalse grondgebied als bij hun horende te beschouwen. Volgens Chantal Kesteloot geldt dit zelfs voor het huidige Waalse gewest dat “zonder omhaal de engagementen van het verzet opeist, zelfs indien deze ook gedragen werden door Belgische patriotten. Maar de tegenstelling tussen het goede vrijheidslievende Wallonië en het collaborerende fascistische Vlaanderen is een vast thema in de Waalse beweging, zelfs tot in de Encyclopedie van de Waalse beweging. Het zou een vast onderdeel geworden zijn van de nationale verbeelding in Wallonië.
In de wallingantische historiografie blijft de collaboratie in Wallonië een blinde vlek. Ook xenofobie tijdens vakbondsacties zowel voor de oorlog als erna worden verzwegen. Daar, en dan vooral bij de collaboratie, zou het Waalse zelfbeeld botsen met de praktijk. Rex en Léon Degrelle worden nauwelijks behandeld in de Encyclopedie du Mouvement Wallon. Slechts enkele wallingantische collaboratieverenigingen worden erkend: het Comité national wallon, de Mouvement nationaliste wallon en de Communauté culturelle wallon. Het rexisme wordt niet als onderdeel van de Waalse Beweging beschouwd (waartoe enkel die bewegingen behoren die iets positiefs betekend hebben voor Wallonië). Daarbij moet worden opgemerkt dat Rex zich vooral om tactische redenen Waals noemde, ze was in feite Franstalig-Belgisch, veel aanhangers kwamen uit Brussel (dat niet tot Wallonië behoort) of waren Franstalige Vlamingen.

#### De etnische onderbuik
De etnische onderbuik van de Waalse Beweging zou zichtbaar zijn in het gebruik van de termen ethnique, een discours van twee verschillende volkeren, het veralgemeende zelfbeeld van de Waalse natie, de Waalse beweging en het zich afzetten tegen het flamingantisme en het dominante (katholieke) Vlaanderen, dénationalisation: Walen worden “francophones”, of men beklaagde zich erover dat Vlaanderen “Waalse” kunstenaars had ingelijfd (zoals Rogier van der Weyden) en ten slotte territorium.
In het discours van de Waalse beweging worden flamingante eisen steeds voorgesteld als vertrekkende uit het middeleeuwse “droit du sol” terwijl zij de universele rechten van de mens propageren, maar “Par son rejet de toute forme de bilinguisme, le mouvement wallon contraint lui aussi le mouvement flamand à se transformer.” (Kesteloot)
Om te verhinderen dat het gebruik van het Nederlands bezuiden de taalgrens verplicht zou worden en het klerikalisme er wortel zou schieten, gingen zij het Waalse grondgebied voorstellen als homogeen en eentalig, in tegenstelling tot het heterogene en tweetalige Vlaanderen. (Wallonië is altijd Romaans geweest) Het logische gevolg van de nadruk op de onschendbaarheid van la terre wallonne, was de angst voor de aantasting van de homogeniteit. Naar aanleiding van de massale aanwezigheid van ‘vreemdelingen’ (i.e. Vlamingen) in Wallonië kort na de Wapenstilstand bestempelde de Waalsgezinde journalist Jean Fillée (1900-1975) la constitution d’îlots étrangers en Wallonie comme un péril mortel. Hij riep onderwijzers en priesters ertoe op à contribuer à l’assimilation et à l’absorption rapide van deze mensen.
Tijdens het interbellum lieten Waalsgezinde kamerleden er bij de bespreking van de taalwetten geen twijfel over bestaan dat faciliteiten voor Vlaamse migranten uit den boze waren. Die zouden immers tot gevolg hebben [qu’] on introduise chez nous les querelles linguistiques, que l’on crée en Wallonie des îlots flamands, qu’on introduise le flamingantisme, zo argumenteerde de Waalse socialist Eugène Van Walleghem (1882-1964), een van de wallingantische medestrijders van Destrée, in 1930. Wallonië eiste “le respect de son unilinguisme séculaire” Die eeuwenoude eentaligheid van Wallonië was het grote verschil met Vlaanderen. Elie Baussart (1887-1965), de voortrekker van de katholieke WB, voegde daar in hetzelfde jaar aan toe dat de taalsituatie in beide landsdelen niet te vergelijken was: il s'agit là-bas d'autochtones, ici d'immigrés. De aanwezigheid van een historisch aantoonbare band met het grondgebied waar men woonde impliceerde dus taalrechten, de afwezigheid ervan betekende dat men geen rechten kon laten gelden.

## In vergelijking met de Vlaamse Beweging
Deze beweging vormt zich zowel in een taalkundig maar ook politiek als sociaal-economisch vooruitzicht. Het wordt soms wallingantisme en zijn militanten wallingants genoemd.
De Waalse beweging ontstond als reactie op de Vlaamse Beweging maar is in vergelijking met zijn Vlaamse tegenhanger een ander verschijnsel. Voor Guido Fonteyn: De Walen, die van het bestaan van Vlaamse dialecten afwisten, kende deze het belang toe dat ze zelf aan hun dialecten hechtten: goed voor thuis, tuin, en keukengebruik, maar niet in overeenstemming met de openbare omgangsvormen. Hierover bestaat een roerend getuigenis, geleverd door de Waalse dichter Grandgagnage uit Namen (...) Grandgagnage bezweert Jan Frans Willems het Vlaams te bekijken zoals hij - Grandgagnage - het Waals bekijkt: "als een simpel literair vermaak, als kleine literatuur van plaatselijke belang, als tijdverdrijf voor's avonds, in een hoekje bij de haard". Grandgagnage vraagt Willems zich niet "aan de brede en fraaie zon van de algemen beschaving, die met gebruik van de Franse spraak gepaard gaat, te onttrekken (...) Wij willen goed Frans spreken en wij willen goede Belgen te blijven (...) Hij (Grandgagnage) verzette zich openlijk tegen de idee van een hereniging met Frankrijk...
André Renard een eeuw later was zeker een militant van de economisch federalisme maar staat immers aan de basis van de beroering rond het taalgrensdorp Voeren en staat mede aan de basis van het FDF. Volgens Fonteyn, de twee dingen (het FDF en ook misschien Voeren) behoren tot de oneigenlijke tak van de Waalse Beweging (...) De Waalse Beweging ging na Renard zijpaden bewandelen, omdat het een verbond met Frans-Brussel verkoos boven een gesprek met de Vlaamse federalisten...
Waalse partijen die een onafhankelijkheidsprogramma hebben, behaalden slechts 0,48% van de stemmen (2003).
De Waalse beweging kan niet als synoniem gebruikt worden voor de Franstalige druk die partijen als het FDF en Retour à Liège uitoefenen.

## Vier hoofdstromen
- 'Cultuurwallingantisme'; het verdedigen van de Waalse taal en cultuur.
- Waals separatisme; het streven om Wallonië van België af te scheiden en een onafhankelijke Waalse staat te stichten.
- Rattachisme; het streven om Wallonië (of zelfs héél België) bij Frankrijk aan te sluiten.
- Economisch federalisme; het streven om een autonoom Waals economisch beleid te voeren, soms ook Renardisme genoemd naar vakbondsleider André Renard.

## Waalse bewegers
- Jules Destrée
- Albert du Bois; Waals rattachist
- Georges Dedoyard: eerst Frans rattachist dan federalist[7]
- Etienne Duvieusart; auteur manifest "Pour l'indépendance de la Wallonie"
- José Fontaine; stichter van het Waalse republikeinse tijdschrift Toudi.
- Paul-Henry Gendebien; Waals rattachist
- Fernand Massart;
- Lucien Outers; auteur boek "Le divorce belge"
- François Perin; auteur boek "Histoire d'une nation introuvable"
- André Renard; Waals syndicalist, federalist en stichter van de Mouvement populaire wallon.
- Jacques Yerna; Waals journalist, syndicalist en politicus.

## Politieke partijen
- Listes Wallon
- Mouvement Citoyens Wallons
- Parti France
- Parti Républicain Wallon
- Rassemblement Populaire Wallon
- Rassemblement Wallon
- Rassemblement Wallonie-France
- Républicains

## Kamerdebat juli 1996
Bij de bespreking in de kamer van de kaderwet over de Sociale Zekerheid liepen de gemoederen hoog op, waarbij een polarisatie ontstond tussen de Vlaamse en de Waalse parlementsleden. Het debat raakte zo verhit dat parlementslid Claude Eerdekens uitriep dat "de Vlamingen hier (in het federale Parlement) blijkbaar denken dat ze in de Vlaamse Raad zitten, maar dat als ze zo voort doen, Wallonië niet beschaamd is naast zo een groot land als Frankrijk te leven, en dat ze op een dag zullen ontdekken dat Frankrijk tot aan de poorten van Brussel zal grenzen!"